# Olympique de Marseille 1975-1976
Questa voce raccoglie le informazioni riguardanti l'Olympique de Marseille nelle competizioni ufficiali della stagione 1975-1976.

## Maglie e sponsor
Lo sponsor tecnico per la stagione 1975-1976 è Adidas, mentre gli sponsor ufficiali sono Michel Axel per il campionato e Perrier per la Coppa di Francia.
| Campionato |  | Coppa di Francia |

## Rosa
| N. |                    | Ruolo | Calciatore         |
| -- | ------------------ | ----- | ------------------ |
|    | Francia (bandiera) | P     | René Charrier      |
|    | Francia (bandiera) | P     | Philippe Maille    |
|    | Francia (bandiera) | P     | Gérard Migeon      |
|    | Francia (bandiera) | D     | Michel Baulier     |
|    | Francia (bandiera) | D     | Alain Bouze        |
|    | Francia (bandiera) | D     | François Bracci    |
|    | Francia (bandiera) | D     | Roland Gransart    |
|    | Francia (bandiera) | D     | Jacky Lemée        |
|    | Francia (bandiera) | D     | William Meunier    |
|    | Francia (bandiera) | D     | Marius Trésor      |
|    | Francia (bandiera) | D     | Jean-Pierre Truqui |
|    | Francia (bandiera) | D     | Victor Zvunka      |
|    | Francia (bandiera) | C     | Michel Albaladéjo  |

| N. |                       | Ruolo | Calciatore       |
| -- | --------------------- | ----- | ---------------- |
|    | Francia (bandiera)    | C     | Georges Bereta   |
|    | Francia (bandiera)    | C     | Robert Buigues   |
|    | Francia (bandiera)    | C     | Jean Fernandez   |
|    | Francia (bandiera)    | C     | Felix Lendo      |
|    | Francia (bandiera)    | C     | Daniel Mahieu    |
|    | Senegal (bandiera)    | A     | Sarr Boubacar    |
|    | Francia (bandiera)    | A     | Albert Emon      |
|    | Francia (bandiera)    | A     | Hervé Flores     |
|    | Argentina (bandiera)  | A     | Raúl Nogués      |
|    | Francia (bandiera)    | A     | Marc Ropero      |
|    | Argentina (bandiera)  | A     | Héctor Yazalde   |
|    | Jugoslavia (bandiera) | A     | Nebojša Zlatarić |

## Risultati

### Coppa di Francia
| 1975 Trentaduesimi di finale | Olympique Marsiglia | 2 – 1 | Olympique Avignone |  |

| Sedicesimi di finale - Andata | Auxerre | 0 – 0 | Olympique Marsiglia |  |

| Sedicesimi di finale - Ritorno | Olympique Marsiglia | 2 – 0 | Auxerre |  |

| Ottavi di finale - Andata | Stade Reims | 1 – 1 | Olympique Marsiglia |  |

| Ottavi di finale - Ritorno | Olympique Marsiglia | 3 – 1 | Stade Reims |  |

| Quarti di finale - Andata | Angers | 1 – 0 | Olympique Marsiglia |  |

| Quarti di finale - Ritorno | Olympique Marsiglia | 2 – 0 | Angers |  |

| Arbitro: | Konrath |

|                                          |           |             |
| Boubacar 10’, 71’ Yazalde 63’ Bereta 88’ | Marcatori | 59’ Platini |

| Arbitro: | Wurtz |

|  |           |                         |
|  | Marcatori | 67’ Nogués 84’ Boubacar |

### Coppa UEFA
| Arbitro: | Hungerbühler |

|                                   |           |  |
| Sengewald 32’, 34’ Kurbjuweit 46’ | Marcatori |  |

| Arbitro: | Paterson |

|  |           |              |
|  | Marcatori | 45’ Irmscher |